# احتفال القهوة

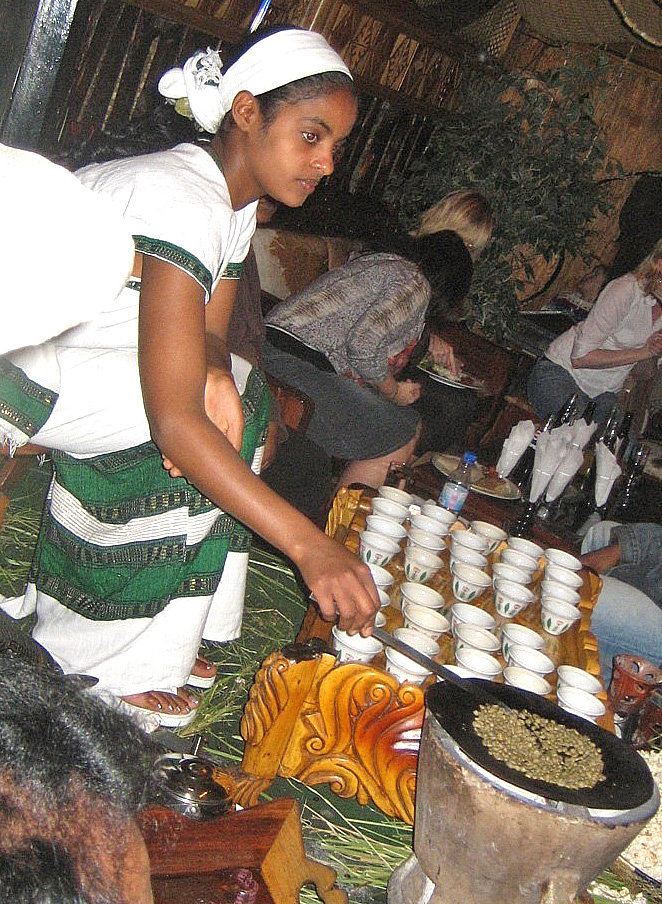
امرأة إثيوبية تحمّص القهوة في احتفال القهوة

احتفال القهوة (ቡና ማፍላት) هو أحد الطقوس لتحضير وتذوق القهوة. وهو من المناسبات المعروفة جيدا في الثقافة الإثيوبية. تقدم القهوة في كثير من الأحيان للضيوف في المناسبات والاحتفالات، أو يتم شربها بشكل يومي. في حال رُفضت القهوة من قبل المضيف، يمكن تقديم الشاي بدلاً عنها.

## التحضير والإعداد
هذا الاحتفال الذي يعد بمثابة شرف، عادة ما تقوم به سيدة المنزل. حيث يبدأ تحضير القهوة من مرحله التحميص، فحبوب البن الأخضر تحمص بدايةً في مقلاه على النار. ثم يتم طحنها في هاون خشبيه ويتم نخلها عده مرات. ثم تصب القهوة في وعاء من الفخار يدعى جيبينا حتى تغلي. وهذا الوعاء عاده ما يكون مصنوع من الفخار ومغطي بغطاء من القش وبقاعدة كروية الشكل، وله أنبوب ومقبض يربط القاعدة بالرقبة.

## التقديم
يقدم المضيف القهوة لجميع الضيوف من خلال وعاء الجيبينا، من مسافة تبعد ثلاثين سنتيمترا تقريباً، حيث يتم صبه في أكواب صغيره بلا مقبض (فناجين)
وتخمر القهوة ثلاث مرات: الأولى تسمى (أويل)، والثانية كالي والثالثة بركة.
وقد تشمل مراسم القهوة أيضا استخدام أنواع من البخور المختلفة. يمكن ان تكون القهوة حلوة، ومن الممكن تناولها بجانب الطعام مع الملح أو الزبدة في المناطق الريفية.
ويمكن تناولها مع وجبة خفيفة كالذرة أو الفول السوداني أو الحمباشا (خبز أريتري) بمناسبه هذا الاحتفال.